# دعامة (درعيات)
في علم الدرعيات، الدعامات، هي شخصيات أو أشياء توضع عادةً على جانبي الدرع وتُصور على أنها تحمله.

## التاريخ
تاريخيًا، تُركت الدعامات للاختيار الحر للفرد، وكانت تُفترض وتغير حسب الرغبة، ولم يكن لديها دائمًا أي معنى على الإطلاق. في العصور الحديثة، وضعت بلدان معينة قيود للحد من انتشارها، وهي تنتشر بشكل واسع في المملكة المتحدة.

## أمثلة

شجرة جوز الهند ونخلة الكارنوبا دعامات لشعار النبالة في ريو غراندي دو نورتي.[2]
يشير الحرفان L في شعار النبالة الخاص بمدينة فالنسيا إلى أنها "مخلصة بشكل مزدوج".
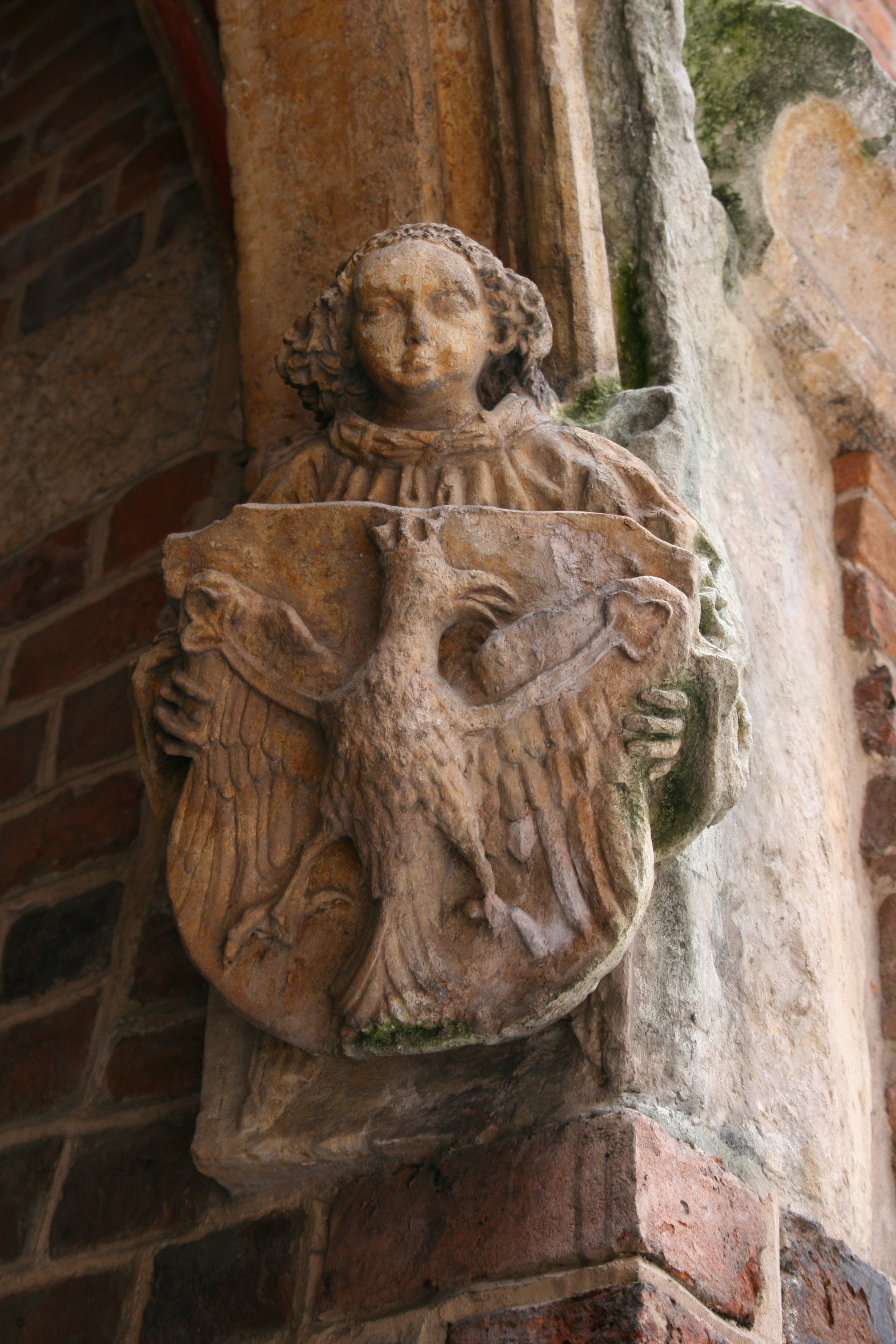
الملاك في التمثال الموجود في كراكوف لأسلحة بولندا.
الحيتان في أذرع زانستاد
الأعلام في شعار القيادة العليا للقوى المتحالفة في أوروبا
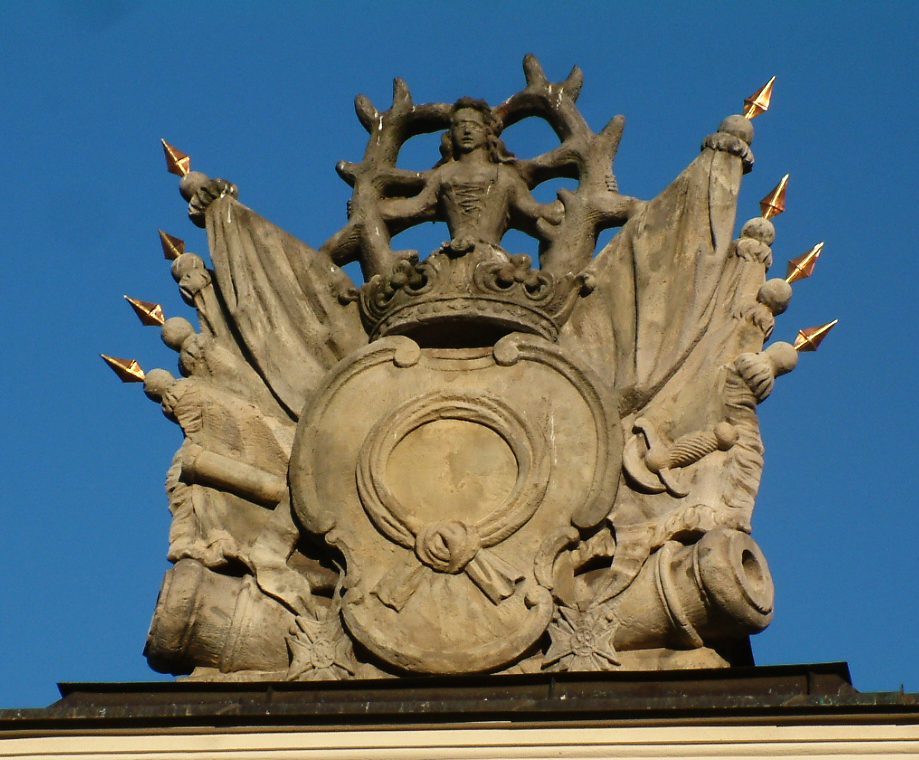
الأعلام والمدافع في كازيميرز رازينسكي
أعمدة هرقل هي دعائم شعار النبالة الإسباني.
النسر في شعار النبالة النمساوي، الذي يحمل درع النبالة على صدره. هذا الترتيب شائع الاستخدام.
الشخصيات الرمزية الحرية والعدالة المعصوبي العينين على علم ولاية نيويورك
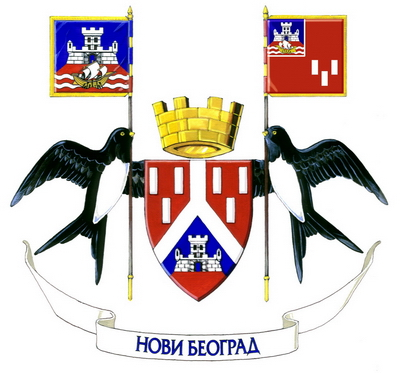
السنونو على شعار النبالة لبلدية بلغراد الجديدة.
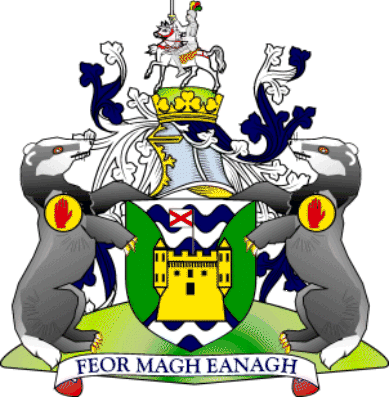
الغرير على شعار مقاطعة فيرماناغ، أيرلندا الشمالية.
فقمة الفراء وطائر البطريق المكرونة في شعارات جورجيا الجنوبية وجزر ساندويتش الجنوبية.
الشعار الملكي للمملكة المتحدة (كما هو مستخدم في إنجلترا وأيرلندا الشمالية وويلز) الأسد (لإنجلترا) في اليمين، ووحيد القرن (لإسكتلندا) في اليسار.
النمران في شعار النبالة لدولة ماليزيا.
إسحاق نيوتن وأميرال في البحرية الملكية على شعار مارغريت تاتشر.
شعار النبالة لأيسلندا.